# Branimirovac
Branimirovac je selo u Hrvatskoj, regiji Slavonija u Osječko-baranjskoj županiji i pripada općini Koški.

Branimirovac se nalazi na 98 metara nadmorske visine. Susjedna naselja: istočno Lug Subotički, sjeverno Koška, zapadno Andrijevac te jugozapadno Bijela Loza i jugoistočno Budimci naselja u općini Podgorač. Pripadajući poštanski broj je 31224 Koška, telefonski pozivni 031 a registarska pločica vozila NA (Našice).

## Stanovništvo
| broj stanovnika |       |       |       |       |       |       |       |       | 524   | 612   | 519   | 365   | 268   | 199   | 87    | 95    | 85    |
|                 | 1857. | 1869. | 1880. | 1890. | 1900. | 1910. | 1921. | 1931. | 1948. | 1953. | 1961. | 1971. | 1981. | 1991. | 2001. | 2011. | 2021. |

Iskazuje se kao naselje od 1948. Do 1991. iskazivano pod imenom Babjak. 1993. ime naselja je promijenjeno u Branimirovac. 

Prema rezultatima Popisa stanovništva iz 2011. u Branimirovcu je živjelo 95 stanovnika u 37 kućanstava.

## Vanjske poveznice
- http://koska.hr/

.